# 西藏角果碱蓬
西藏角果碱蓬（学名：Suaeda corniculata var. olufsenii）为藜科碱蓬属下的一个变种。

## 扩展阅读
- 維基物種上的相關：西藏角果碱蓬